# Salvador Dalí
Salvador Dalí, numele la naștere, Salvador Domingo Felipe Jacinto Dalí Domenech, (n. 11 mai 1904, Figueras, Spania - d. 23 ianuarie 1989, Figueras) a fost un pictor,  sculptor, gravor, scenarist și scriitor spaniol, originar din provincia Catalonia, reprezentant de seamă al curentului suprarealist în artă. E renumit pentru aptitudinea tehnică, desenul precis și imaginile izbitoare și bizare în opera sa. Grație aparițiilor excentrice și megalomaniei sale, Salvador Dalí a devenit o vedetă mondială, care a reușit să folosească forța mass-media pentru a-și spori averea și gloria.
Născut în Figueres, Catalonia, Spania, Dalí și-a primit educația formală în arte plastice la Madrid. Influențat de impresionism și de maeștrii Renașterii încă de la o vârstă fragedă, a devenit din ce în ce mai atras de cubism și mișcările de avangardă.  S-a apropiat de suprarealism la sfârșitul anilor 1920 și s-a alăturat grupului suprarealist în 1929, devenind în curând unul dintre exponenții săi de frunte. Cea mai cunoscută lucrare a sa, Persistența memoriei , a fost finalizată în august 1931 și este una dintre cele mai faimoase picturi suprarealiste. Dalí a trăit în Franța în timpul războiului civil spaniol(1936-1939) înainte de a pleca în Statele Unite în 1940, unde a obținut succes comercial. S-a întors în Spania în 1948, unde și-a anunțat revenirea la credința catolică și și-a dezvoltat stilul de „misticism nuclear”, bazat pe interesul său pentru clasicism, misticism și dezvoltările științifice recente.
Repertoriul artistic al lui Dalí a inclus pictură, arte grafice, film, sculptură, design și fotografie, uneori în colaborare cu alți artiști. De asemenea, a scris ficțiune, poezie, autobiografie, eseuri și critică. Temele majore din opera sa includ visele, subconștientul, sexualitatea, religia, știința și cele mai apropiate relații personale ale sale. Spre consternarea celor care i-au apreciat foarte mult opera și spre iritația criticilor săi, comportamentul său public excentric și ostentativ a atras adesea mai multă atenție decât opera sa de artă.  Sprijinul său public pentru regimul franchist , activitățile sale comerciale și calitatea și autenticitatea unora dintre lucrările sale târzii au fost, de asemenea, controversate. Viața și opera sa au avut o influență importantă asupra altor suprarealiști, artiști pop art și  contemporani precum Jeff Koons și Damien Hirst.
Există două muzee majore dedicate operei lui Salvador Dalí: Teatrul și Muzeul Dalí din Figueres, Spania, și Muzeul Salvador Dalí din St. Petersburg, Florida.

## Viața și opera

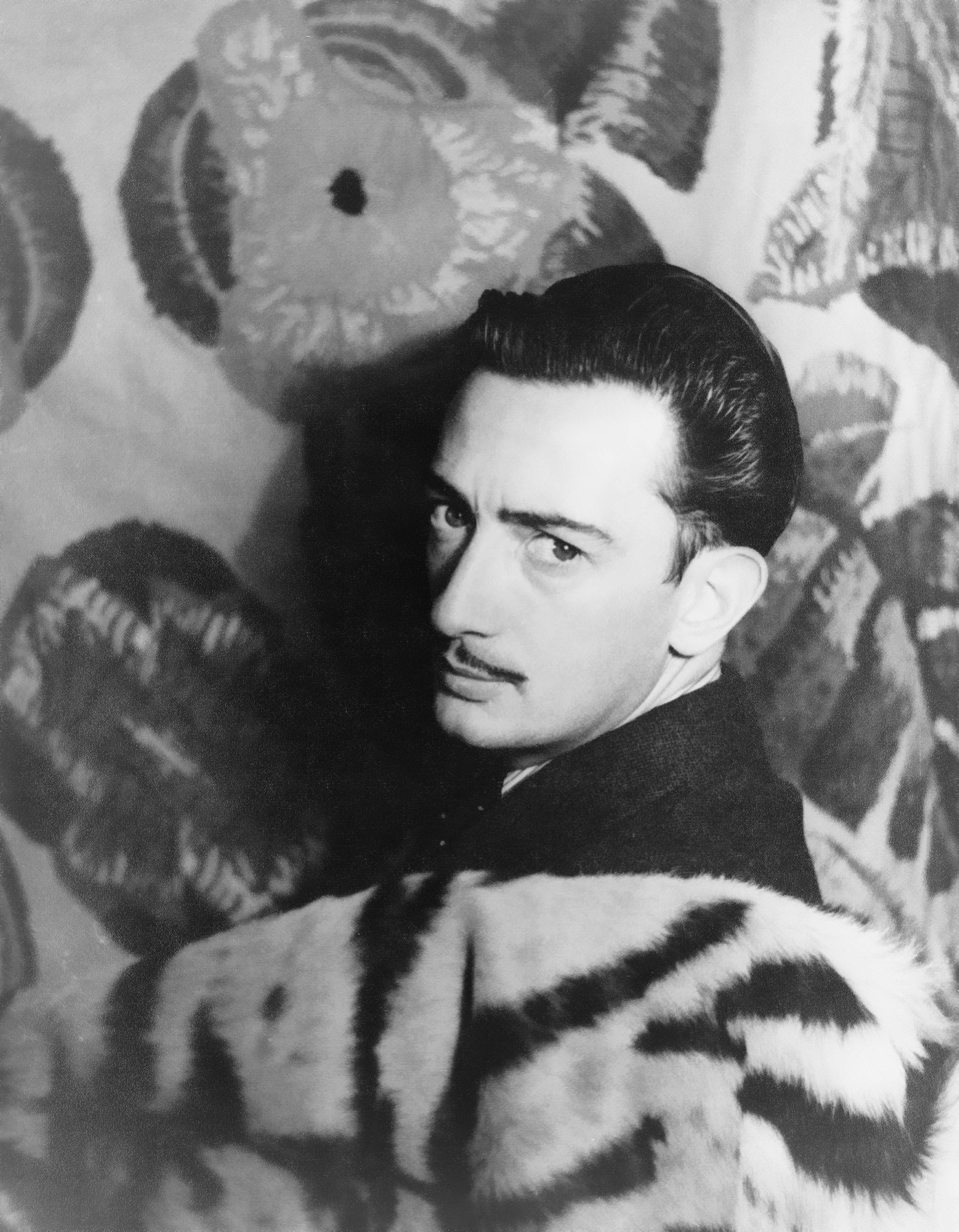
Salvador Dalí în 1939

Încă de copil, manifestă un viu interes pentru pictură, primele încercări le face pe cutii de carton pentru pălării, primite de la mătușa sa, croitoreasă de lux. Familia locuiește la Figueras, într-o vară, părinții îl trimit la Moula de la Torre, la unul dintre prietenii lor, Ramon Pichot, pictor impresionist. Convins de talentul lui Salvador, Pichot îi sugerează să-și continue studiile în Madrid. În 1918, va avea prima expoziție a operelor sale în teatrul local din Figueras.
În 1921 intră la Academia de Arte Frumoase San-Fernando din Madrid, unde se împrietenește cu Federico García Lorca și Luis Bunuel, dar - decepționat de sistemul de predare - incită studenții la manifestări de protest și este exclus din școală. Începe să poarte favoriți, pantaloni scurți, pardesiu lung, pălărie de pâslă și să fumeze pipă.
Este interesat de futuriștii italieni, apoi de "Școala de Metafizică" a lui Giorgio De Chirico, care îi va influența considerabil evoluția artistică, mai cu seamă că lecturile pasionate din Freud treziseră vocația pentru manifestările inconștientului în artă.
În anul 1926 se duce la Paris, unde vine în contact cu ambianța intelectuală a capitalei Franței, în acel timp în plină efervescență suprarealistă, și face cunoștință cu André Breton, Pablo Picasso, Joan Miró și Paul Eluard. În acest cerc suprarealist se împrietenește mai ales cu scriitorul francez René Crevel, care îi va dedica pictorului o broșură intitulată "Dalí sau antiobscurantismul" (1931).

### "Metoda paranoico-critică"
Dalí este entuziasmat de mișcarea suprarealistă, în care vede posibilitatea manifestării imaginației sale exuberante unită cu o virtuozitate tehnică a desenului și culorii. Din cauza comportamentului său, în 1934 este exclus din grupul artiștilor suprarealiști, ceea ce nu-l împiedică să se considere singurul artist capabil de a capta "formele suprareale". Ca alternativă la "automatismul psihic" preconizat de Breton, Salvador Dalí recurge la propriul său stil ca "metodă paranoico-critică", pe care o definește drept "o metodă spontană a cunoașterii iraționale care constă în interpretarea critică a reveriilor delirante". Astfel, imaginile pe care pictorul încearcă să le fixeze pe pânză derivă din agitația tulbure a inconștientului (paranoia) și reușesc a căpăta formă numai datorită raționalizării delirului (momentul critic).
Din această metodă au rezultat imagini de o extraordinară fantezie până la stupefacție. Tehnica adoptată este aceea a picturii din Renaștere, din care preia doar exactitatea desenului și cromatismul, nu însă măsura echilibrului formal. În picturile sale prevalează efecte iluzioniste și o complexitate tematică care amintesc emfaza și exuberanța barocului iberic. Dalí recurge la spații largi în care include o mare cantitate de elemente - oameni, animale obiecte - într-o combinație irațională a raporturilor și deformare a realității.

### Pasiunea pentru Gala
În 1929 o întâlnește pe Gala Diaconov, soția poetului Paul Éluard, pentru care face o pasiune ce nu se va stinge tot restul vieții lui. Reușește să o despartă de Éluard, Gala devenindu-i nu numai soție, dar și muză inspiratoare, reprezentând-o în multe din picturile sale. Grație Galei, Dalí va cunoaște în cele din urmă dragostea trupească, care îi fusese până atunci cu desăvârșire străină, salvându-l de nebunie, după cum a mărturisit ulterior artistul (dar unii biografi se îndoiesc de această afirmație).

### Delirul megalomaniei

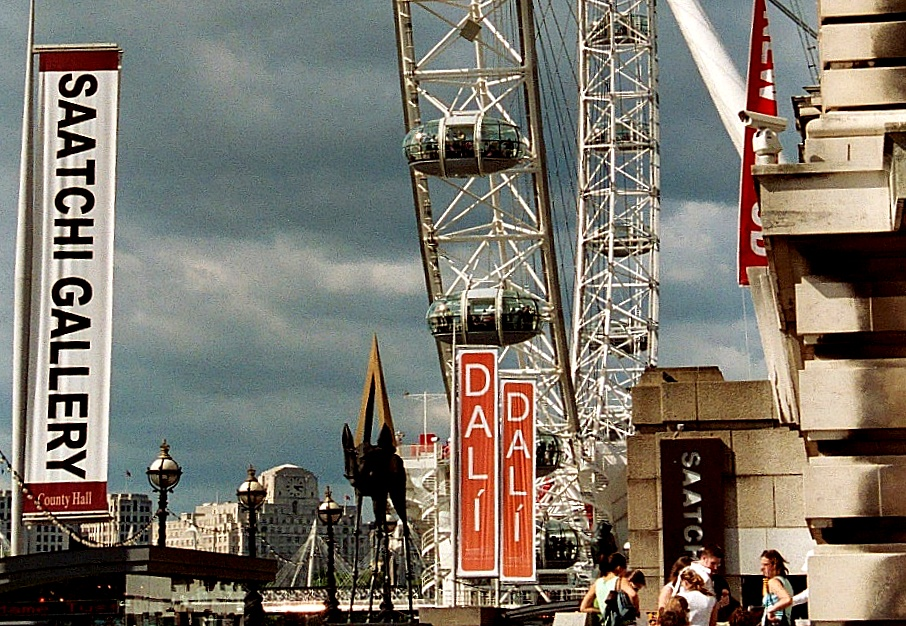
Expoziția Dalí, organizată la Centrul Saachi, West Bank, Londra, mai 2004 (Tamisa este la stânga, iar undeva în fundal, în mijlocul imaginii, se distinge unul din elefanții cu picioare hiper-realiste, atât de specifici lui Dalí.

Între 1939 și 1948 trăiește la New York, unde expozițiile sale obțin un succes triumfal. Artistul se complace într-o mândrie provocatoare și creează teme în care apare, obsesiv, un univers sub semnul erotismului, sadismului, scatologiei și putrefacției. Se plimbă pe străzile New York-lui cu un clopoțel, pe care îl folosește pentru a atrage atenția asupra sa - gândul că ar putea trece neobservat este pentru el la fel de insuportabil ca sărăcia și smerenia.
Când acordă interviuri, vorbește despre sine la persoana a treia, folosind formularea "divinul Dalí" sau pur și simplu "divinul". Explică în mod savant cum mănâncă în fiecare dimineață jambon cu dulceață de trandafiri, cum înoată în fiecare zi douăzeci de minute, face o siestă de șapte minute, dar mărturisește că frica de moarte nu îl părăsește niciodată. Susține că această spaimă este, împreună cu libido-ul, motorul creației lui.
Până în ultima perioadă a vieții lui, Dalí a continuat să alimenteze până la extrem faima sa de artist excentric, original până la limita delirului, devenit cu timpul prizonierul propriului său personagiu, orgolios și imprevizibil. În 1975 primește un titlu nobiliar, devine "marchiz de Pubol", deoarece în acel timp locuia în castelul Pubol, pe care i-l oferise Galei.
Gala moare în 1982, în 1983 Dalí pictează ultimul său tablou, Coada de rândunică. După un accident în care suferă arsuri grave, se retrage din viața publică. Părăsește castelul și se adăpostește în turnul "Galatea" din al său "Teatro-Museo", unde va muri în ziua de 23 ianuarie 1989, la Figueras, localitatea în care s-a născut.

## Moștenirea și influența
Două muzee majore sunt dedicate operei lui Dalí: Teatrul-Muzeu Dalí din Figueres, Catalonia, Spania, și Muzeul Salvador Dalí din St. Petersburg , Florida , SUA .
Viața și opera lui Dalí au avut o influență importantă asupra pop art, a altor suprarealiști și a artiștilor contemporani precum Jeff Koons și Damien Hirst.  El a fost interpretat în film de Robert Pattinson în Little Ashes (2008) și de Adrien Brody în Midnight in Paris (2011). Deșertul Salvador Dalí din Bolivia și craterul Dalí de pe planeta Mercur poartă numele lui.
Serialul de televiziune spaniol Casa de papel (2017–2021) include personaje care poartă un costum de salopete roșii și măști Dalí.  Creatorul serialului a declarat că masca Dalí a fost aleasă pentru că era o imagine iconică spaniolă.  Fundația Gala-Salvador Dalí a protestat împotriva utilizării imaginii lui Dalí fără autorizația moșiei Dalí.  În urma succesului popular al seriei, au existat rapoarte despre oameni din diferite țări care purtau costumul în timp ce participau la proteste politice, comiteau crime sau se îmbrăcau.

## Onoruri primite
- 1964 : Cavaler în rang de Mare Cruce al Ordinului Isabella Catolica[39]
- 1972 : Membru asociat al Academiei Regale de Științe, Litere și Arte Plastice din Belgia[40]
- 1978: Membru asociat al Académie des Beaux-Arts și Institut de France[41]
- 1981 : Cavaler în rang de Mare Cruce a Ordinului Carol al III-lea[42]
- 1982 : Numit primul marchez de Dalí de Púbol, de către regele Juan Carlos

## Lista lucrărilor selectate

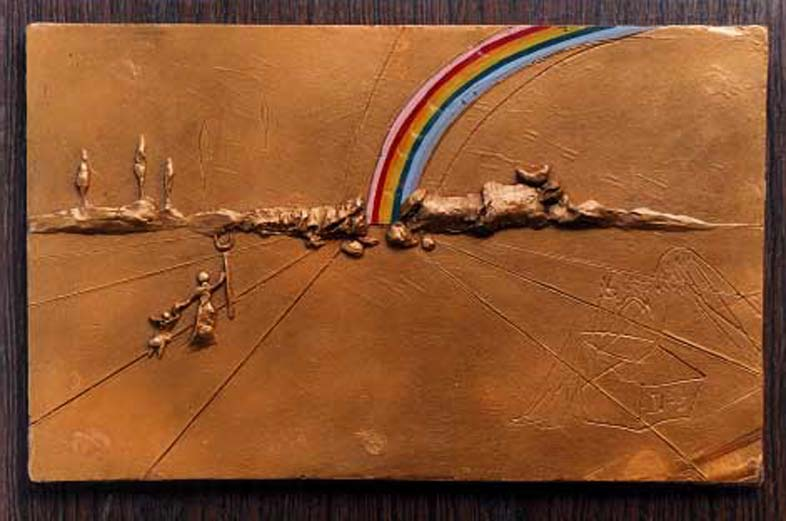
Curcubeul, pictură de Dalí din 1972

Dalí a produs peste 1.600 de picturi și numeroase lucrări grafice, sculpturi, obiecte tridimensionale și desene.  Mai jos este o mostră de lucrări importante și reprezentative.
- Peisaj lângă Figueras (1910–14)
- Vilabertran (1910–14)
- Scenă de cabaret (1922)
- Vise de plimbare nocturnă (1922)
- Coșul cu pâine (1926)
- Compoziție cu trei figuri (Academia Neo-Cubistă) (1927)
- Mierea este mai dulce decât sângele (1927)
- Un Chien Andalou ( Un câine andaluz ) (1929) (film în colaborare cu Luis Buñuel )
- Jocul Lugubru (1929)
- Marele Masturbator (1929)
- Primele zile ale primăverii (1929)
- L'Age d'Or ( Epoca de aur ) (1930) (film în colaborare cu Luis Buñuel)
- Board of Demented Associations (1930–31) (obiect suprarealist)
- Osificarea prematură a unei gări (1931)
- Persistența memoriei (1931)
- Bust retrospectiv al unei femei (1933) ( colajul de sculptură în media mixtă )
- Fantoma lui Vermeer din Delft care poate fi folosită ca masă (c.1934)
- Lobster Telephone (1936)
- Venus de Milo cu sertare (1936)
- Construcție moale cu fasole fiertă (Premoniția războiului civil) (1936)
- Metamorfoza Narcisului (1937)
- Lebedele care reflectă elefanții (1937)
- Girafa arzătoare (1937)
- Canapea Mae West Lips (1937)
- Apariția feței și a unui vas cu fructe pe o plajă (1938)
- Shirley Temple, cel mai tânăr și cel mai sacru monstru al cinematografului din vremea ei (1939)
- Piața de sclavi cu bustul lui Voltaire care dispare (1940)
- Fața războiului (cunoscut și sub numele de Visage of the War) (1940)
- Geopoliticus Copil care urmărește nașterea omului nou (1943)
- Vis cauzat de zborul unei albine în jurul unei rodii cu o secundă înainte de trezire (c. 1944)
- Coș cu pâine – Mai degrabă moarte decât rușine (1945)
- Ispita Sfântului Antonie (1946)
- The Elephants (1948) (cunoscut și ca Proiect pentru „As You Like It” )
- Leda Atomica (1947–1949)
- Madona din Port Lligat (1949)
- Hristos al Sfântului Ioan al Crucii (cunoscut și sub numele de Hristos) (1951)
- Galatea sferelor (1952) (cunoscută și sub numele de Gala Placidia )
- Dezintegrarea persistenței memoriei (1952–54)
- Răstignire (Corpus Hypercubus) (c. 1954) (cunoscut și sub numele de Hristos hipercubic)
- Tânără Fecioară auto-sodomizată de coarnele propriei ei castități (1954)
- Taina Cina cea de Taină (1955)
- Still Life Moving Fast (c. 1956) (cunoscut și sub numele de Fast-Moving Still Life )
- Descoperirea Americii de Cristofor Columb (1958)
- Gara Perpignan (c. 1965)
- Pescuitul tonului (1966–67)
- Toreadorul halucinogen (1970)
- Nieuw Amsterdam (obiect/sculptură din 1974)
- Coada rândunicii (c.1983)

## Muzee și expoziții permanente Dalí
- Teatrul-Muzeu Dalí – Figueres , Catalonia , Spania, deține cea mai mare colecție de lucrări ale lui Dalí
- Casa-Muzeu Gala Dalí – Castelul Púbol din Púbol , Catalonia, Spania
- Museo Nacional Centro de Arte Reina Sofia (Muzeul Reina Sofia) – Madrid, Spania, deține o colecție importantă
- Muzeul Casa Salvador Dalí – Port Lligat , Catalonia, Spania
- Muzeul Salvador Dalí – St Petersburg, Florida , conține colecția lui Reynolds și Eleanor Morse și peste 1500 de lucrări ale lui Dalí, inclusiv șapte „capodopere” mari.

## Citate
"Inteligența fără ambiție este o pasăre fără aripi." (Dali)
"Dacă vei juca rolul unui geniu, vei deveni unul". (Dalí)
"Există întotdeauna două feluri de pictori: cei care depășeșc limita și cei care știu cum să se apropie de aceste granițe cu respect și răbdare, fără să le încalce însă". (Dalí)